# Półpochodnia
Półpochodnia – kij lub szczapa drewniana z nawiniętymi na jednym końcu lnianymi lub bawełnianymi włóknami, skręconymi szmatami, suchym chrustem, rózgami, sitowiem nasączonymi smołą lub tłuszczem, a następnie pokryta pszczelim woskiem, używana jako przenośne lub stałe źródło światła.

## Historia
Półpochodnia powstała z przekształcenia pochodni – pokrycia jej pszczelim woskiem, który chronił ją przed wyschnięciem, a ponadto ułatwiał szybki zapłon. Z półpochodni najprawdopodobniej wywodzi się świeca.